# György Jendrassik

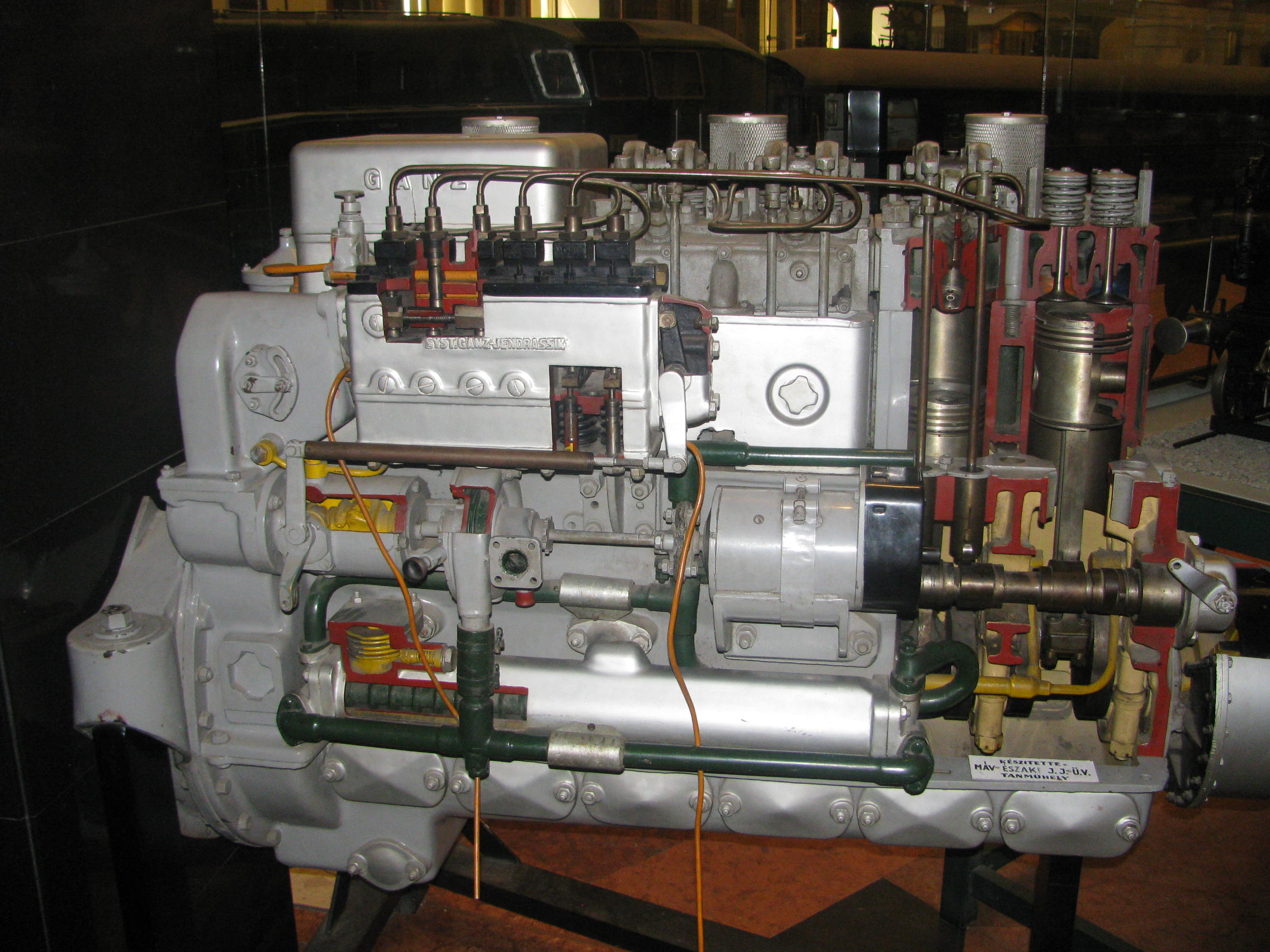
Sechszylinder Ganz-Jendrassik-Dieselmotor von 1934

György Jendrassik (* 13. Mai 1898 in Budapest, Österreich-Ungarn; † 8. Februar 1954 in London) war ein ungarischer Erfinder und Ingenieur.

## Leben und Wirken
Jendrassik studierte Maschinenbau in Ungarn und Deutschland, in Berlin hörte er u. a. Vorlesungen bei Albert Einstein und Max Planck. Nachdem er 1922 sein Diplom erhalten hatte, trat er am 1. August 1922 in das Unternehmen Ganz & Co.-Danubius ein.
Ab 1924 arbeitete er an Dieselmotoren für Lokomotiven. 1927 patentierte er den Ganz-Jendrassik Motor, einen schnelllaufenden Viertakter ohne Verdichtung mit Vorkammer. Er sollte bei jeder Drehzahl das gleiche Drehmoment behalten und auch bei niedrigen Temperaturen sofort starten. Mit den von ihm entwickelten Motoren wurde in Ungarn die Motorisierung der Eisenbahn und der Donau- und Seeschifffahrt eingeleitet. Beispielsweise waren die Schnelltriebwagen der Bauart Arpad sowie die MÁV-Baureihe BCmot mit Jendrassik-Dieselmotoren ausgestattet. 

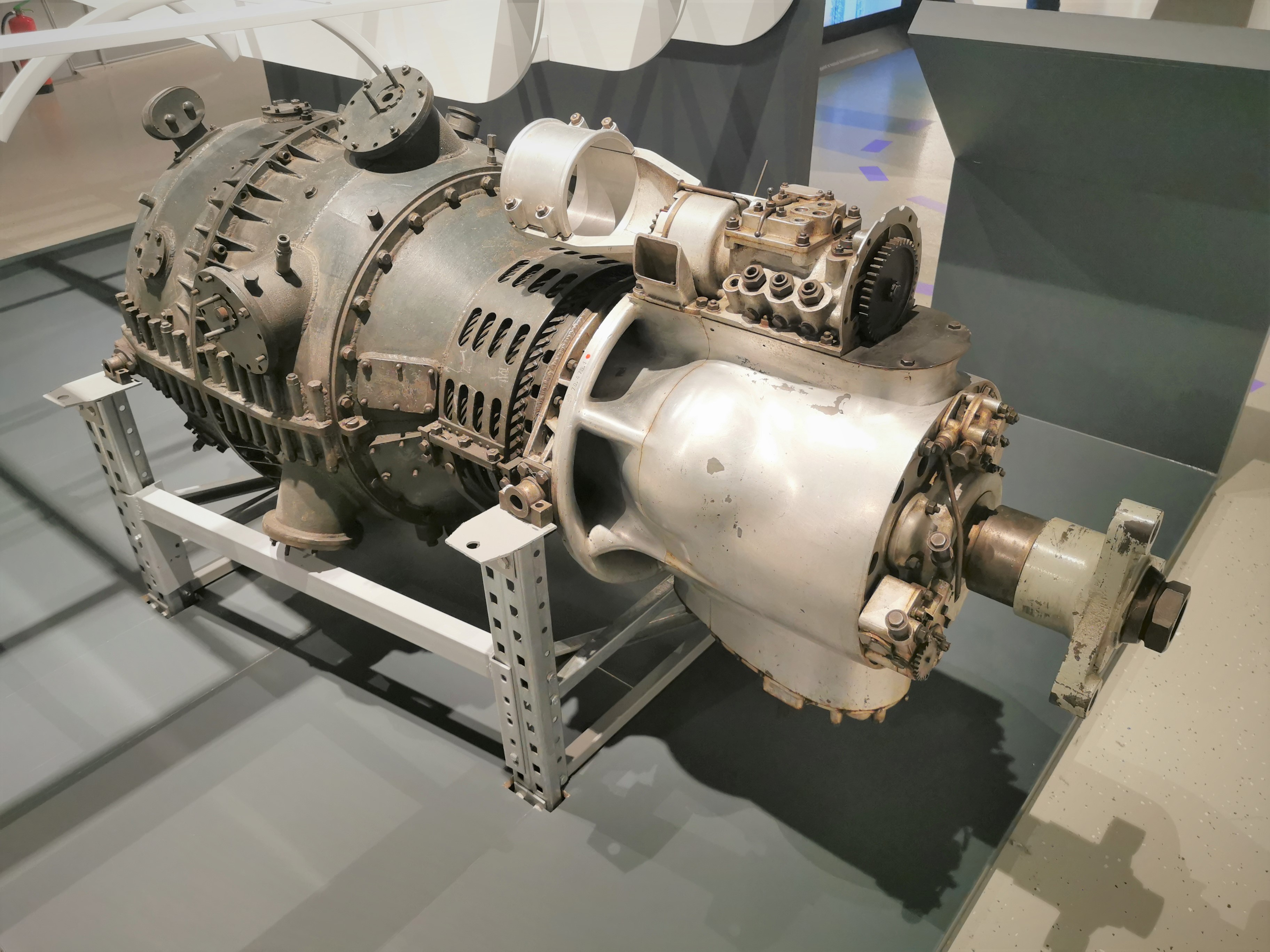
Turboprop-Triebwerk Jendrassik CS-1

1934 gründete er ein eigenes Ingenieurbüro und entwickelte mit diesem in Folge einen Sechszylinder-Dieselmotor mit Rohölbetrieb für Autobusse für das Unternehmen Hispano-Suiza. Er entwickelte weiters die erste praktikable Gasturbine mit 100 PS Leistung (1938) sowie mit dem CS-1 das erste Turboprop-Triebwerk für Flugzeuge.
Von 1942 bis 1945 war er Generaldirektor von Ganz & Co. und wurde 1943 zum korrespondierenden Mitglied der Ungarischen Akademie der Wissenschaften ernannt. Nachdem seine Gasturbinen-Entwicklung nach Kriegsende eingestellt wurde und die neuen kommunistischen Machthaber ihn zunehmend mit Misstrauen beäugten, kehrte Jendrassik – der fließend Deutsch, Englisch, Französisch und Spanisch sprach – von einer Auslandsreise nicht mehr zurück. Er lebte eine Zeit lang in Argentinien und ging schließlich nach Großbritannien, wo er erneut ein Ingenieurbüro gründete.